# Bảng phân loại Dunham

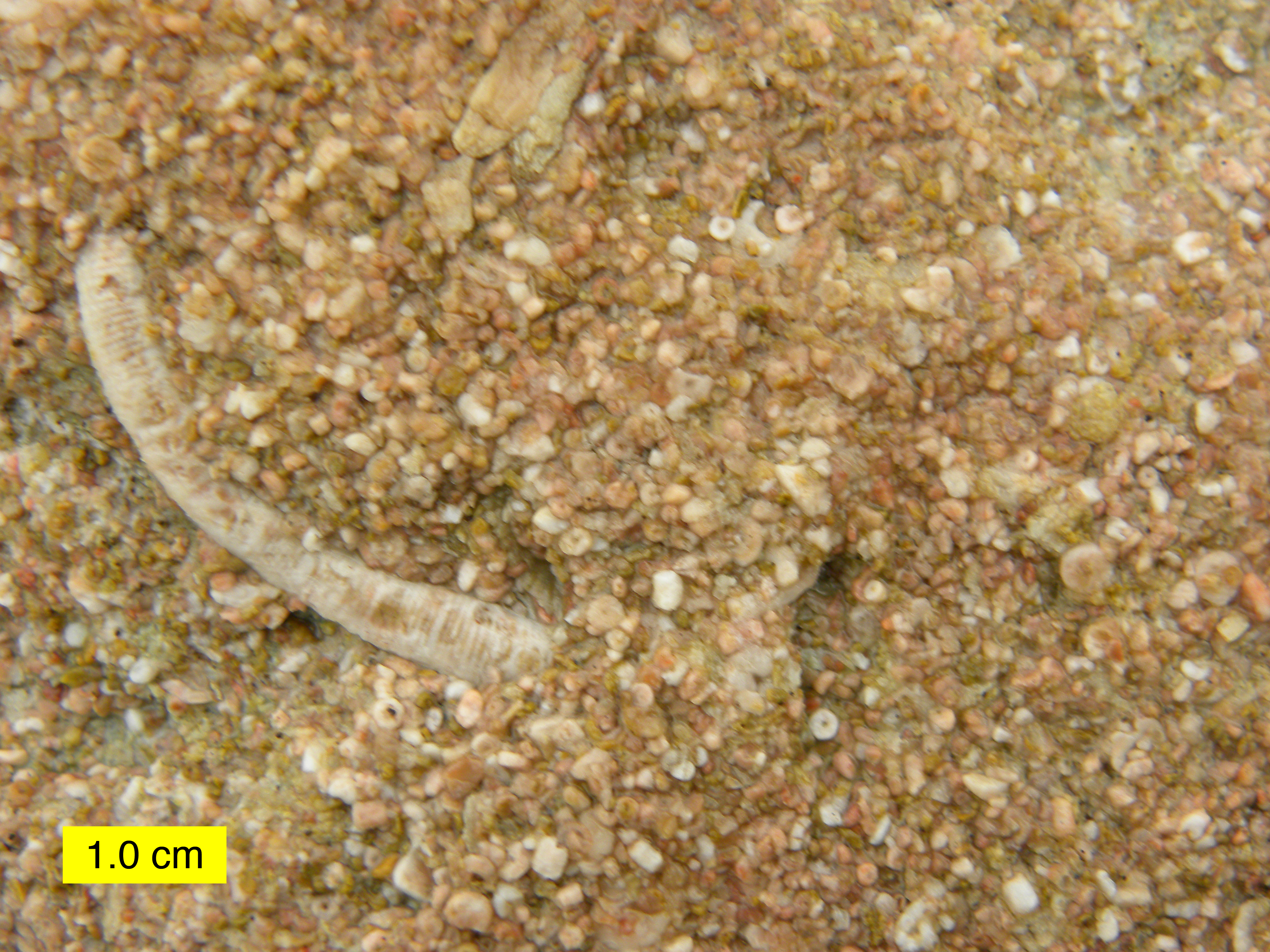
Đá hạt trong bảng phân loại Dunham (hệ Brassfield gần Fairborn, Ohio). Hạt là mảnh vỡ huệ biển (crinoid).

Hệ thống phân loại Dunham đá trầm tích cacbonat được đưa ra bởi Robert J. Dunham vào năm 1962, và được cả tiến bởi Embry và Klovan năm 1971 bao gồm trầm tích bị ràng buộc hữu cơ trong quá trình lắng đọng.

## Lịch sử
Robert J. Dunham xuất bản hệ thống phân loại cho đá vôi năm 1962. Ông tập trung vào những hạt và mảnh lắng đọng trong đá cacbonat. Dunham chia đá thành bốn nhóm chính dựa trên tỷ lệ giữa các hạt tương đối lớn. Các phân loại của Dunham quan trọng tro cách loại đá. Ông cố gắng trả lời câu hỏi liệu các hạt trong đá có chạm vào nhau không, nếu có thì là loại tự hỗ trợ, hoặc là sự xuất hiện của những vật hình thành viền như thảm tảo. Không giống như hệ thống phân loại Folk, Dunham nghiên cứu về độ rỗng ban đầu của đá. Phương pháp của Dunham có hiệu quả hơn cho mẫu vật vì nó dưạ vào chất liệu chứ không phải các hạt của mẫu vật.

## Phân loại Dunham

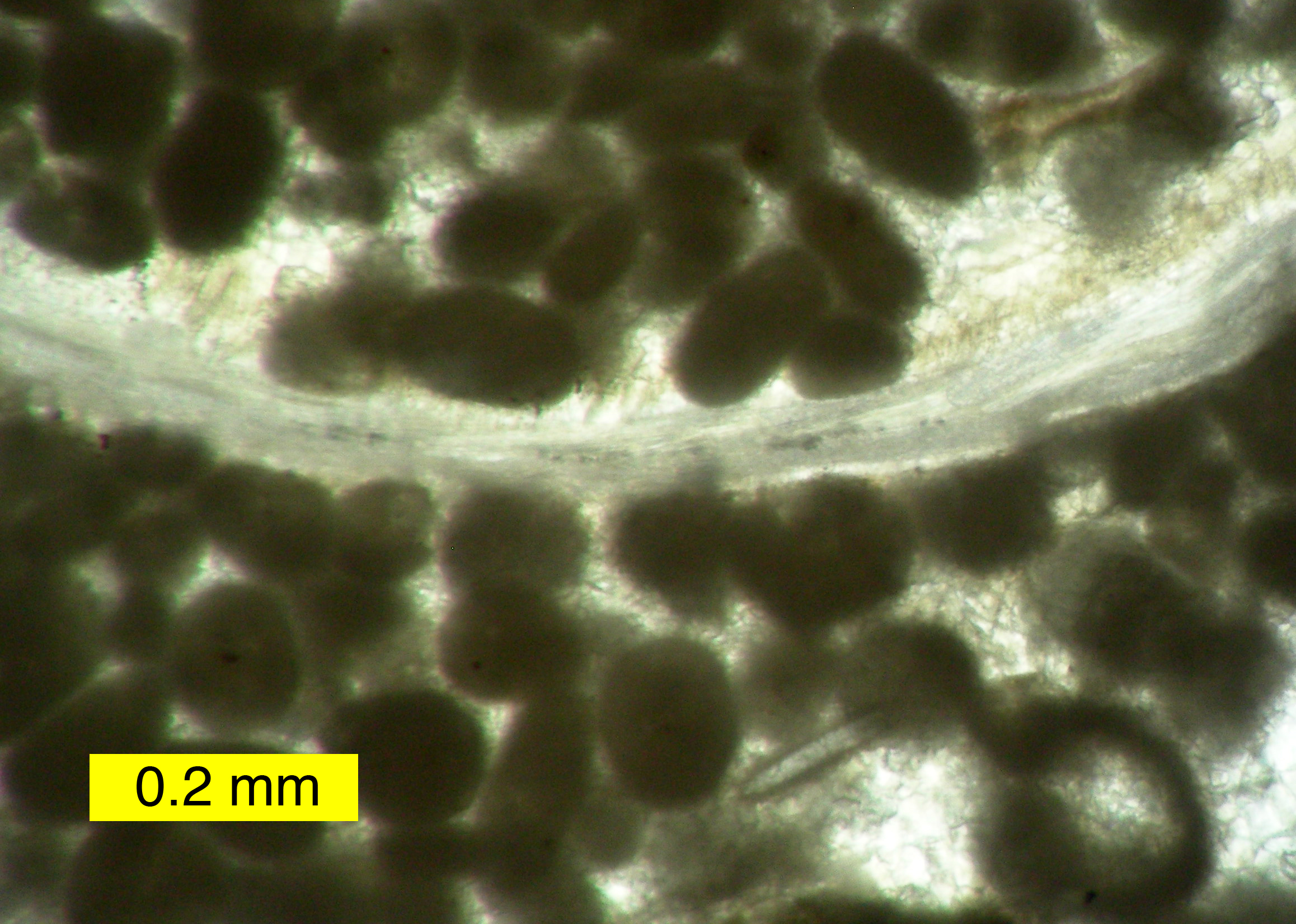
Đá hạt giàu peloids và mảnh vỏ; nó xi măng Trên Than của Nevada.

Phân loại Dunham là một cách mô tả mẫu vật đá chứa calci cacbonat. Với mô tả dặc điểm thành phần của trầm tích, giống như với lát mỏng, nên sử dụng bảng phân loại Folk - cả hai đều là phương pháp phân loại hợp lệ với các đặc điểm khác nhau.
- Đá bùn có ít hơn 10% là hạt (thường được đánh giá qua tiết diện hoặc lát mỏng), nó hỗ trợ bởi bùn vôi.
- Đá wack bao gồm của hơn 10% hạt, được hỗ trợ bởi một vôi bùn.
- Đá Pack có vôi bùn và được hỗ trợ bở hạt
- Đá hạt thiếu bùn và là hạt hỗ trợ.
- Đá rud đá vôi hạt lớn được hỗ trợ bởi hạt lớn hơn 2 mm.
- Đá hạt nổi có hơn 10% là hạt >2 mm nhưng là được hỗ trợ bằng chất nền.
- Đá gắn kết: mô tả trầm tích đá trầm tích mà các thành phần đã bị ràng buộc với nhau trong quá trình lắng đọng.
- Đá baffle phát triển nơi sinh vật cản trở (hành động như một vách ngăn để) lắng đọng, giảm năng lượng lắng đọng. Đá này thường có dấu vết của những sinh vật, và hạt nhỏ hơn mức thường thấy tương ứng với độ mạnh của dòng chảy cổ xưa. (1 loại của đá gắn kết)
- Đá bind được tạo ra khi các sinh vật (như tảo) khảm nạm vào hạt trong quá trình lắng đọng và gắn kết chúng. (1 loại của đá gắn kết)
- Đá frame: là một viền rắn bằng vôi hoặc Silic dioxide mà là được duy trì bở sinh vật như một san hô hay bọt biển. (1 loại của đá gắn kết)
- Tinh thể cacbonat không có cấu trúc lắng đọng rõ ràng

## Tóm tắt
| Dunham        | Đá bùn                                                               | Đá wack                                                              | Đá pack                                                              | Đá hạt                                                               | Đá gắn kết                          | Tinh thể                  |
| ------------- | -------------------------------------------------------------------- | -------------------------------------------------------------------- | -------------------------------------------------------------------- | -------------------------------------------------------------------- | ----------------------------------- | ------------------------- |
| Khung         | Ít hơn 10% hạt hơn 90% bùn                                           | Hơn 10% hạt, ít hơn 90% bùn                                          | Hạt hỗ trợ                                                           | Hạt hỗ trợ                                                           | Hạt hoặc bùn hỗ trợ                 | Tinh thể hỗ trợ           |
| Bùn           | Bùn hỗ trợ,                                                          | Bùn hỗ trợ                                                           | Ít bùn                                                               | Không bùn                                                            | Có hoặc không có bùn                | Không có ngũ cốc hoặc bùn |
| Vữa lắng đọng | Thành phần ban đầu không ràng buộc với nhau suốt quá trình lắng đọng | Thành phần ban đầu không ràng buộc với nhau suốt quá trình lắng đọng | Thành phần ban đầu không ràng buộc với nhau suốt quá trình lắng đọng | Thành phần ban đầu không ràng buộc với nhau suốt quá trình lắng đọng | Ràng buộc trong quá trình lắng đọng | Trầm con số không nhận ra |
| Lát mỏng      | Đá bùn                                                               |                                                                      | Packstone                                                            | Grainstone                                                           |                                     | Tinh tinh                 |